# Madame Adelaida de Francia
Madame Adelaida de Francia es un retrato del pintor francés Jean-Marc Nattier, realizado en 1765, que se encuentra en el Palacio de Versalles, Francia.
La obra es un retrato de María Adelaida de Francia al estilo Rococó, hija del rey francés Luis XV y de su esposa María Leszczynska. El pintor, arruinado al final de su carrera, se especializó en retratar a las damas de la corte francesa. 
En 1776, el autor retrató nuevamente a Adelaida vestida como Diana, la diosa romana de la caza en una obra que se encuentra en la Galería Uffizi, Florencia.